# ليزا روجيش
ليزا ريزيه (بالألمانية: Lisa Ryzih)‏ (و. 1988  م) هي منافسة ألعاب القوى، والقافزة بالزانة ألمانية، ولدت في أومسك، شاركت في الألعاب الأولمبية الصيفية 2012، وألعاب القوى في الألعاب الأولمبية الصيفية 2016.

## روابط خارجية
- ليزا روجيش على موقع الاتحاد الدولي لألعاب القوى (الإنجليزية)
- ليزا روجيش على موقع الاتحاد الألماني لألعاب القوى (الألمانية)
- ليزا روجيش على موقع الدوري الماسي (الإنجليزية)
- ليزا روجيش على موقع اللجنة الأولمبية الدولية (الإنجليزية)
- ليزا روجيش على موقع أوليمبيديا (الإنجليزية)
- ليزا روجيش على موقع اللجنة الأولمبية الألمانية (الألمانية)